# Казахский национальный театр драмы имени Мухтара Ауэзова
Казахский национальный театр драмы имени Мухтара Ауэзова — драматический театр в Алма-Ате.

## История
В апреле 1925 года в новой столице Казахской АССР Кызыл-Орде прошел V Съезд Советов Казахстана, на котором наркому просвещения Смагулу Садвокасову поручили открыть казахский национальный театр. Нарком С. Садвокасов был истинным пропагандистом национальной культуры, горячим энтузиастом театрального искусства. В газете «Енбекши қазақ» он опубликовал две статьи, в которых представил свое видение национального театра: каким он должен быть, кто и что будет в нем играть. С. Садвокасов предложил авторам написать хорошие казахские пьесы на такие актуальные темы, как быт казахской молодежи, равенство женщин, проблемы ученика и учителя, национальный вопрос, взаимоотношение между богатыми и бедными. Правительство выделило на организацию театра 40 тысяч рублей. Первоначально было отобрано 27 талантливых молодых самодеятельных артистов, певцов, танцоров, акынов-импровизаторов со всей республики, которых нарком лично пригласил в Кызылорду на работу в театре. Среди них были Серке Кожамкулов, Курманбек Жандарбеков, Амре Кашаубаев, Иса Байзаков, Калибек Куанышбаев, Елубай Умирзаков, Капан Бадыров и другие. 25 декабря 1925 года директор театра Динше (Динмухамед) Адилов приступил к оформлению на работу первых артистов. На первой странице газеты «Енбекши қазақ» в начале января 1926 года ежедневно публиковался анонс: «13-го числа в 6 часов вечера состоится открытие государственного национального театра. Артисты театра сыграют пьесу Кошке Кеменгерова „Алтын сақина“ („Золотое кольцо“). Во время перерыва можно послушать оркестр. После выступления будет концерт. Директор театра».
Таким образом, казахский национальный театр открылся 13 января 1926 года в Кызыл-Орде.
В 1928 году с переносом столицы в Алма-Ату туда же был переведен и театр. С 1937 года театру присвоено звание академического, а с 1961 года — имя Мухтара Ауэзова.
У истоков театра стояли мастера народного творчества и художественной самодеятельности: Жумат Шанин, Курманбек Джандарбеков, Серке Кожамкулов, Калибек Куанышпаев, Елюбай Умурзаков, Амре Кашаубаев, Иса Байзаков, Капан Бадыров, Ш. Байзакова, К. Мунайтпасов, Ф. Ашкеева, З. Атабаева, К.Беисов, М. Шамова и др.
В первые годы существования театра режиссёры выдвигались из актерской среды: Шанин, Кожамкулов, Джандарбеков. Над созданием первого репертуара работали писатели Ауэзов, Сейфуллин, Майлин. На раннем периоде ставились спектакли, отражающие становление Советской власти: «Красные соколы» Сейфуллина, «Зарлык» Успанова и Утеулина; а также быт старого аула, дореволюционной жизни казахского народа: «Каракоз», «Байбише — токал» Ауэзова, «Бракосочетание», «Хитрый мулла» Майлина, «Малкамбай» Ерданаева, «Торсыкбай», «Айдарбек», «Аркалык-батыр» Шанина.
В 1930-е гг. театр привлекает профессиональных русских режиссёров (М. Г. Насонов, И. Б. Боров, М. А. Соколовский), художников (К. Ходжиков), приступает к постановке сложных драматических произведений: «Ночные раскаты» Ауэзова, «Амангельды» Майлина и Мусрепова. Начинаются постановки русских и зарубежных классических произведений: «Ревизор» Н. В. Гоголя (1936, реж. И. Боров; 1940, реж. М. Соколовский, 1946, реж. Ю. Рутковский; 1979, реж. А. Ашимов), «Отелло» У. Шекспира (1939, реж. М. Соколовский; 1964, реж. А. Мадиевский). Не остаётся в стороне и национальная драматургия: «Исатай — Махамбет» М. Ахинжанова (1938, реж. А. Исмаилов), «Козы Корпеш — Баян сулу» Г. Мусрепова (1940, реж. Б. Насонов: 1943, реж. А. Исмаилов; 1953; 1971, реж. А. Мамбетов), «Абай» М. Ауэзова и Л. Соболева (1940, реж. А. Токпанов; 1962, реж. А. Мамбетов). В 1934 году часть работников Казахского театра драмы вошла в первую труппу национального музыкального театра (ныне Казахский театр оперы и балета имени Абая).
В 1941-45 гг. основу репертуара составили спектакли, посвящённые героической борьбе советского народа в Великой Отечественной войне: «В час испытаний» Ауэзова, «Гвардия чести» Ауэзова и Абишева, а также «Ахан-сэре — Ак токты» Мусрепова. Также в военные годы было поставлено «Укрощение строптивой» Шекспира.
В послевоенные годы продолжается развитие соцреалистической тематики: «Дружба и любовь» (1947, реж, Ш. Айманов), «Цвети, степь!» А. Тажибаева (1952 и 1958), «Абай» по роману М. Ауэзова (1949; Государственная премия СССР, 1952). Среди классических послевоенных постановок — «Таланты и поклонники» (1949) и «Гроза» (1950) А. Островского, «Скупой» Ж.-Б. Мольера (1952).
В 1950—1960-е театр обращается к исторической тематике: «Чокан Валихапов» С. Муканова (1956), «Майра» А. Тажибаева (1957, 1969). В репертуаре появляются пьесы молодых драматургов: «Волчонок под шапкой» (1959) и «На чужбине» (1968) К. Мухамеджанова, «Сауле» (1961) и «Буран» (1966) Т. Ахтанова и др. С 1960-х годов ставятся пьесы драматургов других народов СССР: «Материнское поле» по Ч. Айтматову (1964), «Башмачки» Файзи (1972) и др. С 1970-х годов в репертуар театра входят произведения зарубежных авторов: «Кровавая свадьба» А. Б. Вальехо (1978, реж. А. А. Пашков), «Электра, любовь моя» Л. Дюрко (1979) и «Дальше — тишина» В. Дельмара (1981, реж. спектаклей Р. Сейтметов) и др. Другие наиболее значительные постановки в 1940—1980-х гг. — «Дружба и любовь», «Карьера и совесть» Абишева, «Миллионер» Мустафина, «Вчера и сегодня», «Трудные судьбы» Хусаинова, «Одно дерево — не лес» Тажибаева, «Сваха приехала», «На чужбине» Мухамеджанова, «Сердце поэта» Шашкина, «Неугасимый огонь» Кабдолова, «Восхождение на Фудзияму» Айтматова и Мухамеджанова и многие другие.
В труппе театра состояли народные артисты СССР Х. Букеева, С. Майканова, А. Мамбетов, С. Оразбаев, народные артисты Казахской ССР К. У. Бадыров, Ш. Жандарбекова, С. Кожамкулов, К. Кармысов, И. Ногайбаев, Б. Римова, М. Суртубаев, Е. Умурзаков, З. Шарипова, Ф. Шарипова, Ж. Жалмухамедова и др.
После обретения Казахстаном независимости репертуар продолжил пополняться произведениями мировой и казахской драматургии: «Кориолан» У. Шекспира (1991), «Седьмая палата» О. Сулейменова (1993), «Чингисхан» Иран Гайыпа (1994), «Принцесса Турандот» К. Гоцци (1994), «Лихая година» М. Ауэзова, «Томирис» (2000) Шахимардана и т. д. Артисты Т. Тасыбекова, Т. Жаманкулов, Ш. Ахметова, А. Кенжеев, К. Тастанбеков получили звание Народных артистов Казахстана.
С 1997 по 2018 годы на сцене театра новогодние представление проводил театр ростовых кукол «Сезам».
В 2001—2013 гг. — художественный руководитель Народный артист Казахской ССР Есмухан Обаев.
Спектакли идут на казахском языке с синхронным переводом на русский язык.
19 декабря 2020 года Указом Президента Республики Казахстан театру присвоен статус «Национальный».
С 2022 года здание театра закрыто на масштабную реконструкцию, включающую реставрацию исторических элементов и модернизацию технического оснащения сцены. В этот период труппа продолжает выступать на других театральных площадках Алматы, таких как Театр имени Жамбыла и ГАТОБ имени Абая. Ранее было заявлено, что здание будет полностью отремонтировано к столетию театра, которое планируется отметить в 2026 году.

## Здание театра
В 1981 году специально для казахского театра драмы было построено новое здание на проспекте Абая. Авторами проекта стали архитекторы О. Баймурзаев, А. Кайнарбаев, М. Жаксылыков при участии инженеров М. Плахотникова и А. Броховича, художников И. Нимец и Г. Завизионного. За этот проект трём авторам была присуждена Государственная премия Казахской ССР им. Ч.Валиханова в 1982 году.
Здание представляет собой уникальное по конструктивным и архитектурным особенностям сооружение. В основе композиционного решения всех фасадов — цельность основного объёма. Здание размещено на высоком цоколе. Главный вход обозначен торжественной лестницей, перед которой установлен памятник М. О. Ауэзову. Фойе украшено декоративным барельефом. Соразмерность объёма здания и его элементов придают сооружению особую монументальность и торжественность. В отделке фасадов использован гранит, ракушечник, мрамор.

### Статус памятника
Здание театра является памятником архитектуры, внесено в государственный реестр в 1982 году.
10 ноября 2010 года был утверждён новый Государственный список памятников истории и культуры местного значения города Алматы, одновременно с которым все предыдущие решения по этому поводу были признаны утратившими силу. В этом Постановлении был сохранён статус памятника местного значения здания театра. Границы охранных зон были утверждены в 2014 году.

### Памятник Мухтару Ауэзову
Памятник Мухтару Ауэзову был установлен у проспекта Абая в 1980 году перед строящимся, в то время, зданием театра драмы.
Бронзовая фигура М. О. Ауэзова была отлита по модели скульптора Е. А. Сергебаева. Постамент из лабрадорита сооружен по проекту архитекторов О. Ж. Баймурзаева, А. С. Кайнарбаева. Пластически памятник решён традиционно. Писатель в задумчивой позе сидит в кресле, с книгой в правой руке. На фасаде постамента текст из бронзового литья: «Мухтар Омарханұлы Əуезов». Авторский коллектив удостоен в 1982 году Государственной премии Казахской ССР.
26 января 1982 года памятник был включён в список памятников истории и культуры республиканского значения Казахской ССР.

## Театральный музей
Театральный музей расположен на 4-м этаже здания театра. По состоянию на 2021 год фонд музея составляет около 200 тысяч экспонатов. В фонде собраны фотографии, афиши, программы, биографии артистов театра, их личные материалы, рукописи, подарки начиная от 30-х годов и до наших дней.
Кроме того, в музее есть большая коллекция портретов, первых сценических костюмов, которые носили во многих спектаклях с 30-х годов. Выставки из фонда Театрального музея демонстрируются в таких крупных городах, как Астана, Костанай, Талдыкорган. На основе архива издан альбом-книга по истории театра.

## Гастрономическая культура при театре
1. Театральный буфет. В советский период при театре работал буфет, где подавались традиционные казахские сладости и чай. Это место было популярным местом встреч зрителей и артистов в антрактах.
2. Ресторан «Принцесса Турандот». С 1998 по 2013 год при театре функционировал ресторан китайской кухни «Принцесса Турандот», основанный Ф. А. Мирзалимовым и названный в честь одноимённого спектакля из репертуара театра. Заведение было известно своим театральным интерьером.
3. Традиционные банкеты. После премьерных показов в театре существовала традиция проведения банкетов с национальными блюдами казахской кухни[4].
4. Современное кафе. До начала реконструкции здания в 2022 году в театре работало кафе, предлагавшее посетителям тематическое меню, связанное с репертуаром театра, например, десерт «Карагоз» по мотивам «Карагоз»